# 樺島亮太
樺島 亮太（かばしま りょうた、1990年11月18日 - ）は、かつてトップリーグトヨタ自動車ヴェルブリッツに所属していた元ラグビーユニオン選手、元トヨタ自動車社員。

## プロフィール
- 福岡県宗像市出身[1]。
- ポジションはスタンドオフ(SO)、センター(CTB)。
- 身長 178cm、体重 87kg

## 略歴
2009年、福岡高校卒業後、筑波大学に入る。なお福岡高校時代、高校日本代表に選ばれたことがある。
2013年、筑波大学卒業後トヨタ自動車株式会社に入社。同時にトヨタ自動車ヴェルブリッツに加入。なお筑波大学時代の同級生には内田啓太、園中良寛、鶴谷昌隆、彦坂匡克、彦坂圭克、山崎章平らがいる。
2016年10月8日に行われたジャパンラグビートップリーグ第6節の近鉄ライナーズ戦に先発出場で公式戦初出場を果たす。
しかし、2019年4月10日にタクシーの車内に忘れた財布から運転免許証のほかにコカイン1グラムが見つかったため、同年6月20日に麻薬及び向精神薬取締法違反の容疑で逮捕された。調べに対し樺島は当初「覚えがない」と否認していたが、後にコカイン所持の容疑を認めたため同年7月11日付で勤務先のトヨタ自動車株式会社を懲戒解雇処分となった。

## MV出演
- Carnavacation「だれも知らない」[6]。